# Đồ án tốt nghiệp
Đồ án tốt nghiệp là một công trình nghiên cứu khoa học của sinh viên các trường đại học thực hiện vào học kỳ cuối để tốt nghiệp ra trường.
Ở Việt Nam cũng có một số trường lấy kết quả thi một số môn học mà không phải làm đồ án tốt nghiệp. Khái niệm đồ án tốt nghiệp cũng tương đương với luận văn tốt nghiệp, nhưng luận văn mang tính chất lý thuyết, nghiên cứu nhiều hơn, còn đồ án tốt nghiệp thì mang tính chất thực hành, có thể tạo thành sản phẩm phục vụ cho công việc nào đó.
Sau khi làm hoàn thành và bảo vệ xong đồ án tốt nghiệp, thì sinh viên có thể sẽ được phát bằng đại học; và có đủ điều kiện để xác nhận là đã đạt trình độ tốt nghiệp đại học. Những sinh viên có đồ án làm xuất sắc hay có kết quả học tập tốt có thể học tiếp lên cao học, tiến sĩ hoặc có thể được giữ lại trường làm trợ giảng, hoặc cả hai, sau một thời gian rèn luyện thì có thể trở thành giảng viên chính thức.

## Hình thức của Đồ án

### Trình bày Đồ án
Đồ án phải được in trên giấy A4 với font chữ Unicode; và có quy định cụ thể về lề trên; lề dưới; lề trái; lề phải. Tổng chiều dài của đồ án thông thường khoảng 100 đến 200 trang (với quy định giãn dòng), không kể phần phụ lục.

### Cách liệt kê và trích dẫn tài liệu tham khảo
- Có nhiều cách để liệt kê tài liệu thao khảo, thường sử dụng cách liệt kê tài liệu tham khảo theo quy định của IEEE. Tài liệu tham khảo được đánh số thứ tự, số thứ tự được đặt trong ngoặc vuông (ví dụ [1]). Thứ tự liệt kê là thứ tự tài liệu được trích dẫn trong đồ án. Về nguyên tắc chung, không phải dịch ra tiếng Việt tiêu đề cũng như nguồn gốc của tài liệu tham khảo có nguồn gốc tiếng nước ngoài;
Ví dụ:
[1] J. H. Watt and S. A. van der Berg, Research Methods for Communication Science. Boston, MA: Allyn and Bacon, 1995.
[2] J. W. DuBois, S. Schuetze-Coburn, S. Cumming, and D. Paolino, "Outline of discourse transcription", in Talking Data: Transcription and Coding in Discourse Research (J. A. Edwards and M. D. Lampert, Eds.). Hillsdale, NJ: Lawrence Erlbaum Associates, 1993, pp. 45–89.
[3] Ngô Diên Tập, Lập trình bằng hợp ngữ, Nhà xuất bản Khoa học kỹ thuật, Hà nội 1998.
[4] http://www.dvb.org/, truy nhập cuối cùng ngày 10/1/2005.
- Các nguồn tài liệu tham khảo chính là sách, bài báo trong các tạp chí, bài báo trong các hội nghị khoa học và các tài liệu tham khảo trên Internet. Các thông tin này phải đầy đủ để giúp cho người đọc có thể dễ dàng tìm lại được các tài liệu tham khảo trong trường hợp người đọc muốn tìm hiểu kỹ hơn về các thông tin được trích dẫn trong đồ án;
- Thông tin được trích dẫn nguyên văn phải được đặt trong dấu ngoặc kép;
- Số thứ tự của tài liệu được trích dẫn có thể được đặt ngay sau thông tin được trích dẫn hoặc đặt trước thông tin được trích dẫn;
- Nếu tham khảo tài liệu trên Internet phải ghi rõ url của trang web và ghi ngày truy cập cuối cùng mà trang web đấy vẫn còn có hiệu lực;
- Cách trình bày các tài liệu tham khảo phải nhất quán và theo một format chung. Ví dụ nếu đặt tên bài báo trong ngoặc kép thì phải nhất quán từ đầu đến cuối cho tất cả các bài báo, hoặc nếu tên tác giả nước ngoài có phần tên riêng được viết tắt thì không nên viết đầy đủ tên riêng của 1 tác giả nào.

## Nội dung của Đồ án

### Mục lục
Mục lục của Đồ án tốt nghiệp: liệt kê tên và đánh số trang các chương, các mục lớn trong chương và các mục nhỏ trong các mục lớn. Trong phần mềm office, có thể sử dụng chức năng tự động tạo mục lục (Index and Table). Để sử dụng chức năng này, tiêu đề của chương và của các mục trong chương phải được định dạng kiểu Heading 1, 2, 3, → n.

### Danh sách hình vẽ
Danh sách hình vẽ: liệt kê tên và đánh số trang của các hình vẽ trong đồ án. Trong phần mềm office, có thể sử dụng chức năng tự động tạo danh sách hình vẽ (Index and Table).

### Danh sách bảng biểu
Danh sách bảng biểu: liệt kê tên và đánh số trang của các bảng biểu trong đồ án. Trong phần mềm office, có thể sử dụng chức năng tự động tạo danh sách bảng biểu (Index and Table)..

### Danh sách từ viết tắt
Danh sách các từ viết tắt: liệt kê và giải thích nghĩa của các từ viết tắt dùng trong Đồ án.

### Thông tin Đồ án
- Thông tin về Đồ án tốt nghiệp:
  - Tên đồ án;
  - Tên tác giả, lớp, khóa học, khoa và trường của tác giả;
  - Tên các giảng viên hướng dẫn (ghi đầy đủ học hàm và học vị);
  - Tháng và năm viết đồ án.
- Nhiệm vụ: nêu rõ các nhiệm vụ của đề tài mà sinh viên phải hoàn thành trong đồ án.

### Tóm tắt Đồ án
Trình bày mục đích và các kết luận quan trọng nhất của đồ án với chiều dài khoảng 1 trang. Riêng ở Việt Nam, quy định phải viết bằng tiếng Việt và cả tiếng Anh.

### Nhận xét của giảng viên
Nhận xét của giảng viên hướng dẫn sau khi sinh viên hoàn thành đồ án tốt nghiệp.

### Phần mở đầu
Giới thiệu được vấn đề mà Đồ án cần giải quyết, mô tả được các phương pháp hiện có để giải quyết vấn đề, trình bày mục đích của Đồ án cùng với việc giới hạn phạm vi của vấn đề mà Đồ án sẽ tập trung giải quyết. Phần này cũng sẽ giới thiệu tóm tắt các nội dung sẽ được trình bày trong các chương tiếp theo.

### Các chương
- Mỗi chương sẽ bắt đầu bằng một đoạn giới thiệu các phần chính sẽ được trình bày trong chương đó và kết thúc bằng một đoạn tóm tắt các kết luận chính của chương.
- Các nội dung trong một quyển Đồ án thường chia thành hai phần:
  1. Các chương đầu là phần cơ sở lý thuyết;
  2. Các chương sau là phần sinh viên tự phát triển, thí dụ như xây dựng thuật toán, xây dựng chương trình, mô phỏng, tính toán, thiết kế, v.v...
- Cần phân bố chiều dài mỗi chương cho hợp lý. Thông thường, các chương nên có chiều dài tương đương nhau.

### Kết luận
Phần kết luận của đồ án cần nhấn mạnh những vấn đề đã giải quyết đồng thời trình bày các vấn đề vẫn chưa được giải quyết và đưa ra kiến nghị, đề xuất.

### Phụ lục
Phần này bao gồm các thông tin quan trọng có liên quan đến đồ án nhưng nếu để trong phần chính sẽ gây rườm rà. Thông thường các chi tiết sau thường được để trong phần phụ lục: mã chương trình, các thông số kỹ thuật, chi tiết của các khối được sử dụng trong phần thiết kế, các kết quả chưa qua xử lý, v.v...

## Bản quyền liên quan đến Đồ án
Đồ án tốt nghiệp thường được hiểu là có hai loại:
1. Thực hiện một nhiệm vụ nào đó để hoàn thành quá trình học tập, nhận bằng tốt nghiệp. Sinh viên có thể tự tìm điều kiện làm việc để hoàn thành đồ án. Sinh viên có quyền khai thác và sử dụng đồ án của mình vào những việc khác. Mặt khác, Khoa nơi sinh viên học tập có toàn quyền sử dụng các kết quả của đồ án và chia sẻ các kết quả trong bản đồ án cho tất cả những ai quan tâm và có yêu cầu.
2. Thực hiện một đề tài, một nhiệm vụ trong ý đồ chiến lược, trong chương trình và đề tài nghiên cứu khoa học và lao động sản xuất của giảng viên hướng dẫn, của cơ sở đào tạo (Trung tâm, Viện nghiên cứu, các Công ty). Cơ sở đào tạo cung cấp các phương tiện và điều kiện làm việc khác: máy móc, sách vở, điện thoại, truy cập Internet, máy in, dụng cụ thiết bị thí nghiệm, kinh phí,... Trong trường hợp này, toàn bộ bản quyền không thuộc về sinh viên. Sinh viên chỉ là một người tham gia thực hiện. Sản phẩm làm ra, sinh viên không được tuỳ tiện sử dụng ở những nơi khác với mục đích khác. Trong trường hợp thực hiện một đề tài theo loại này, vai trò của giảng viên hướng dẫn là định hướng và cho ý tưởng đề tài, cung cấp các tài liệu tham khảo (nếu có), tạo điều kiện cơ sở vật chất (chỗ ngồi, máy tính, máy in, vật tư tiêu hao, phương tiện thông tin liên lạc, Internet,...) để hoàn thành công việc.

## Quản trị Đồ án
Đồ án tốt nghiệp nộp bao gồm ba bản in và 2 đĩa CD. Đĩa CD kèm theo mỗi đồ án để lưu trữ cần có: 
1. Tệp văn bản của báo cáo đồ án;
2. Chương trình nguồn;
3. Hồ sơ sinh viên;
4. Các tài liệu tham khảo, nếu các tài liệu này ở dạng file;
5. Tệp hướng dẫn danh sách tên các tệp trên đĩa kèm theo mô tả ngắn gọn chức năng của từng tệp.

Để tránh thất lạc và nhầm lẫn, đĩa CD được để trong túi nilon và kẹp ghim hoặc dán vào trang bìa 3 của báo cáo. Trên nhãn đĩa cần ghi rõ: Họ và Tên sinh viên và Lớp. Một đĩa sẽ được nộp cho giảng viên hướng dẫn để lưu trữ, một đĩa sinh viên phải nộp trực tiếp ở giáo vụ Khoa.

## Chú dẫn
1. ↑  Khoa Điện tử - Viễn thông Trường ĐH Bách Khoa Hà Nội. "Bản sao đã lưu trữ". Faculty of Electronics and Telecomunication. Bản gốc lưu trữ ngày 1 tháng 5 năm 2009. Truy cập ngày 25 tháng 7 năm 2010. {{Chú thích báo}}: Đã định rõ hơn một tham số trong |tên bài= và |title= (trợ giúp)